# 徐兆麟
徐兆麟（1931年—），男，台湾新竹人，中华人民共和国政治人物，台籍老兵，中华全国台湾同胞联谊会副会长，第五、六、七、八届全国政协委员。

## 生平
徐兆麟是台灣客家人，祖先從廣東蕉嶺縣遷移到台灣。1946年，徐兆麟在台灣參加國民革命軍後到大陸打國共內戰，被俘後加入中國人民解放軍。1994年，徐兆麟首次重返台灣。